# San Mateo Sindihui
San Mateo Sindihui es una localidad del estado mexicano de Oaxaca. Es cabecera del municipio de San Mateo Sindihui.

## Demografía
| Censo | Población |
| ----- | --------- |
| 1900  | 1007      |
| 1910  | 1074      |
| 1921  | 959       |
| 1930  | 965       |
| 1940  | 1076      |
| 1950  | 1144      |
| 1960  | 1472      |
| 1970  | 1361      |
| 1980  | 1381      |
| 1990  | 1457      |
| 1995  | 1632      |
| 2000  | 1678      |
| 2005  | 1715      |
| 2010  | 1770      |
| 2020  | 1683      |